# ميليسا روسو
ميليسا روسو (بالإنجليزية: Melissa Russo)‏ هي صحفية أمريكية، ولدت في 19 نوفمبر 1968 في نيويورك في الولايات المتحدة.